# Aristeidis Grigoriadis
Aristeidis Grigoriadis (griechisch Αριστείδης Γρηγοριάδης, Rufname Aris, * 6. Dezember 1985 in Griechenland) ist ein griechischer Schwimmer.
Grigoriadis, der zum griechischen Breitensportverein Aris Saloniki gehört, war der erste Grieche der bei einem großen Schwimmturnier eine Goldmedaille gewinnen konnte. Bei den Schwimmweltmeisterschaften 2005 in Montréal gewann er über 50 m Rücken die Goldmedaille. Ein Jahr später bei den Europameisterschaften in Budapest gewann er über 100 m Rücken in 54,34 Sekunden die Bronzemedaille und über 50 m Rücken Silber.
Bei den Schwimmeuropameisterschaften 2012 im ungarischen Debrecen gewann er über dieselbe Strecke die Goldmedaille in 53,86 Sekunden vor dem Deutschen Helge Meeuw (54,06) und dem Israeli Yakov-Yan Toumarkin (54,14).